# 三山進
三山進（みやま すすむ、1929年6月22日 - 2004年5月11日）は、日本の美術史学者、推理作家。仏教美術史専攻。
筆名・久能啓二（くのけいじ）で推理作家。

## 来歴
兵庫県神戸市生まれ。1952年東京大学文学部美学美術史学科卒、同大学院修士課程修了、1952年から1965年まで鎌倉国宝館学芸員、1965年跡見学園女子大学助教授、1971年教授、1991年青山学院大学教授、1994年退任。
また、1959年、雑誌『宝石』『週刊朝日』の共同募集に応募した『玩具の果てに』で二等賞に入選。久能恵二名義で推理小説も発表していたが、1968年に『推理ストーリー』に掲載した『死者の旅路』を最後に執筆をやめている。
2004年5月11日、神奈川県逗子市の病院で死去。

## 著書
- 『鎌倉』中央公論美術出版、1963
- 『称名寺』中央公論美術出版、1965
- 『石のかまくら』富岡畦草写真、東京中日新聞出版局、1966
- 『鎌倉の彫刻』矢萩和巳写真、東京中日新聞出版局、1966
- 『極楽寺』中央公論美術出版、1966、美術文化シリーズ
- 『日本神話の口承』鷺の宮書房、1968
- 『三千院』中央公論美術出版、1970、美術文化シリーズ
- 『鎌倉』学生社、1971
- 『カラー京の寺』写真:山本建三 山と渓谷社、1971、山渓カラーガイド
- 『鎌倉古寺巡礼』実業之日本社、1973
- 『名品流転』読売新聞社、1975
- 『鎌倉と運慶』有隣新書、1976
- 『鎌倉むさしの仏たち』藤本四八写真、佼正出版社、1976
- 『鎌倉 花と緑とみ仏と』藤本四八写真、佼成出版社、1979
- 『太平寺滅亡 鎌倉尼五山秘話』有隣新書、1979
- 『鎌倉彫刻史論考』有隣堂、1981
- 『鎌倉の禅宗美術』かまくら春秋社、1982、鎌倉叢書
- 『鎌倉みほとけ紀行』湯川晃敏写真、PHPグラフィックス、1986

### 久能啓二名義
- 『暗い波紋』東都書房、1960
- 『手は汚れない』東都書房、1961
- 『偽りの風景』角川小説新書、1962
- 『日没の航跡』東都書房、1962

### 共編著
- 『日本の神話』編 長安周一絵 宝文館 中学生世界神話全集、1959
- 『鎌倉・歴史と美術』貫達人共編 至文堂、1966
- 『鎌倉』編集 山と渓谷社、1978 山渓カラーデラックス
- 『日本美術全集 第12巻 運慶と快慶 鎌倉の彫刻・建築』編集、学習研究社、1978
- 『鎌倉のすべて』貫達人共編、至文堂、1986
- 『図説日本の仏教 第4巻 鎌倉仏教』責任編集、新潮社、1988

## 参考
- 「三山進先生 年譜と業績 (宇都木章教授・三山進教授退任記念号)」青山史学、1995
- 『鎌倉彫刻史論考』著者紹介